# Partecipanti al Giro d'Italia 1990
Elenco dei partecipanti al Giro d'Italia 1990.
Il Giro d'Italia 1990 fu la settantatreesima edizione della corsa. Alla competizione presero parte 22 squadre, ciascuna delle quali composta da nove corridori, per un totale di 198 ciclisti. La corsa partì il 16 maggio da Bari e terminò il 6 giugno a Milano; in quest'ultima località portarono a termine la competizione 163 corridori. 

## Corridori per squadra
Nota: R ritirato, NP non partito, FT fuori tempo, SQ squalificato.
| Castorama-Raleigh       | Castorama-Raleigh          | Castorama-Raleigh       | Frank-Monte Tamaro        | Frank-Monte Tamaro        | Frank-Monte Tamaro        | Château d'Ax-Salotti | Château d'Ax-Salotti      | Château d'Ax-Salotti |
| ----------------------- | -------------------------- | ----------------------- | ------------------------- | ------------------------- | ------------------------- | -------------------- | ------------------------- | -------------------- |
| 1                       | Laurent Fignon             | R 9ª                    | 81                        | Jürg Bruggmann            | 138º                      | 161                  | Gianni Bugno              | 1º                   |
| 2                       | Pascal Dubois              | R 16ª                   | 82                        | Pascal Ducrot             | 157º                      | 162                  | Giovanni Fidanza          | 133º                 |
| 3                       | Christophe Lavainne        | 4º                      | 83                        | Bruno Holenweger          | 116º                      | 163                  | Alberto Volpi             | 38º                  |
| 4                       | Gérard Rué                 | 59º                     | 84                        | Rolf Järmann              | 71º                       | 164                  | Franco Vona               | 31º                  |
| 5                       | Pascal Simon               | 73º                     | 85                        | Jens Jentner              | 82º                       | 165                  | Stefano Zanatta           | 152º                 |
| 6                       | Thierry Marie              | 119º                    | 86                        | Masatoshi Ichikawa        | 50º                       | 166                  | Mauro Antonio Santaromita | 65º                  |
| 7                       | Dominique Garde            | 81º                     | 87                        | Daniel Steiger            | R 15ª                     | 167                  | Camillo Passera           | 40º                  |
| 8                       | Fabrice Philipot           | 13º                     | 88                        | Werner Stutz              | 51º                       | 168                  | Jan Schur                 | 91º                  |
| 9                       | Bjarne Riis                | 100º                    | 89                        | Marco Vitali              | 4º                        | 169                  | Valerio Tebaldi           | R 5ª                 |
| Alfa Lum-BFB Bruciatori | Alfa Lum-BFB Bruciatori    | Alfa Lum-BFB Bruciatori | Gis Gelati-Benotto        | Gis Gelati-Benotto        | Gis Gelati-Benotto        | Selle Italia-Eurocar | Selle Italia-Eurocar      | Selle Italia-Eurocar |
| 11                      | Dmitrij Konyšev            | 30º                     | 91                        | Silvano Contini           | R 3ª                      | 171                  | Leonardo Sierra           | 10º                  |
| 12                      | Pëtr Ugrjumov              | 8º                      | 92                        | Maurizio Vandelli         | 22º                       | 172                  | Andrea Tafi               | R 11ª                |
| 13                      | Volodymyr Pulnikov         | 4º                      | 93                        | Alessio Di Basco          | 163º                      | 173                  | Daniël Wyder              | R 15ª                |
| 14                      | Džamolidin Abdužaparov     | 132º                    | 94                        | Paolo Rosola              | 139º                      | 174                  | Antonio Fanelli           | 146º                 |
| 15                      | Andrei Tchmil              | 97º                     | 95                        | Luciano Rabottini         | 96º                       | 175                  | Raimondo Vairetti         | 77º                  |
| 16                      | Sergej Uslamin             | 125º                    | 96                        | Dario Bottaro             | R 6ª                      | 176                  | Herbert Niederberger      | 90º                  |
| 17                      | Viktor Klimov              | 103º                    | 97                        | Danilo Gioia              | 150º                      | 177                  | Claudio Savini            | 86º                  |
| 18                      | Asjat Saitov               | 79º                     | 98                        | Angelo Canzonieri         | 134º                      | 178                  | Sergio Scremin            | 153º                 |
| 19                      | Konstantin Bankin          | 155º                    | 99                        | Paolo Cimini              | 124º                      | 179                  | Stefano Breme             | 151º                 |
| Amore & Vita-Fanini     | Amore & Vita-Fanini        | Amore & Vita-Fanini     | Italbonifica-Navigare     | Italbonifica-Navigare     | Italbonifica-Navigare     | Seur                 | Seur                      | Seur                 |
| 21                      | Pierino Gavazzi            | R 16ª                   | 101                       | Stefano Allocchio         | 162º                      | 181                  | Marco Giovannetti         | 3º                   |
| 22                      | Florido Barale             | 115º                    | 102                       | Stefano Arlotti           | R 12ª                     | 182                  | José Rodriguez Garcia     | 101º                 |
| 23                      | Simone Bruscoli            | 147º                    | 103                       | Stefano Bianchini         | 64º                       | 183                  | Jon Unzaga                | R 18ª                |
| 24                      | Daniel Castro              | 88º                     | 104                       | Cesare Cipollini          | R 9ª                      | 184                  | Juan Carlos Rozas Salgado | 46º                  |
| 25                      | Andrea Chiurato            | 32º                     | 105                       | Fabiano Fontanelli        | FT 9ª                     | 185                  | Francisco Espinosa        | 47º                  |
| 26                      | Fabrizio Convalle          | 135º                    | 106                       | Michele Moro              | NP 9ª                     | 186                  | José Rafaël Garcia        | 110º                 |
| 27                      | Stefano Della Santa        | FT 9ª                   | 107                       | Massimo Podenzana         | 37º                       | 187                  | Roque de la Cruz          | 53º                  |
| 28                      | Roberto Pelliconi          | 141º                    | 108                       | Dario Rando               | R 5ª                      | 188                  | Vicente Ridaura           | 72º                  |
| 29                      | Stefano Giraldi            | NP 1ª                   | 109                       | Luca Rigamonti            | 07º                       | 189                  | Federico Garcia Melia     | 108º                 |
| Carrera-Vagabond        | Carrera-Vagabond           | Carrera-Vagabond        | Jolly Componibili-Club 88 | Jolly Componibili-Club 88 | Jolly Componibili-Club 88 | 7-Eleven-Hoonved     | 7-Eleven-Hoonved          | 7-Eleven-Hoonved     |
| 31                      | Flavio Giupponi            | 17º                     | 111                       | Roberto Visentini         | 26º                       | 191                  | Urs Zimmermann            | R 16ª                |
| 32                      | Guido Bontempi             | 118º                    | 112                       | Paolo Botarelli           | 106º                      | 192                  | Jeff Pierce               | 113º                 |
| 33                      | Massimo Ghirotto           | 34º                     | 113                       | Stefano Cattai            | 66º                       | 193                  | Frankie Andreu            | 136º                 |
| 34                      | Jure Pavlič                | 27º                     | 114                       | Stefano Colagè            | R 16ª                     | 194                  | Norman Alvis              | 127º                 |
| 35                      | Enrico Zaina               | 16º                     | 115                       | Maurizio Rossi            | 55º                       | 195                  | John Tomac                | R 12ª                |
| 36                      | Mario Chiesa               | 137º                    | 116                       | Stefano Giuliani          | 58º                       | 196                  | Nathan Dahlberg           | 39º                  |
| 37                      | Claudio Chiappucci         | 12º                     | 117                       | Bruno Leali               | 120º                      | 197                  | Roy Knickman              | R 16ª                |
| 38                      | Giancarlo Perini           | 36º                     | 118                       | Silvio Martinello         | 149º                      | 198                  | Thomas Craven             | R 9ª                 |
| 39                      | Acácio da Silva            | 49º                     | 119                       | Francesco Rossignoli      | 114º                      | 199                  | Andy Bishop               | 80º                  |
| CLAS-Cajastur           | CLAS-Cajastur              | CLAS-Cajastur           | Malvor-Sidi               | Malvor-Sidi               | Malvor-Sidi               | TVM-Yoko             | TVM-Yoko                  | TVM-Yoko             |
| 41                      | Angel Camarillo            | 43º                     | 121                       | Gianluca Tonetti          | R 12ª                     | 201                  | Phil Anderson             | 33º                  |
| 42                      | Juan Carlos Sevilla        | FT 9ª                   | 122                       | Roberto Pagnin            | 69º                       | 202                  | Jesper Skibby             | R 6ª                 |
| 43                      | Javier Duch                | 117º                    | 123                       | Gianni Faresin            | 44º                       | 203                  | Maarten Ducrot            | 98º                  |
| 44                      | Federico Echave            | 5º                      | 124                       | Giovanni Strazzer         | 160º                      | 204                  | Patrick Jacobs            | 68º                  |
| 45                      | Jesus Rodriguez Carballido | 18º                     | 125                       | Daniele Gallo             | 102º                      | 205                  | Jan Siemons               | 156º                 |
| 46                      | Francisco Javier Mauleón   | 25º                     | 126                       | Silvano Lorenzon          | 130º                      | 206                  | Dag Erik Pedersen         | R 4ª                 |
| 47                      | Casimiro Moreda            | 148º                    | 127                       | Gianluca Pierobon         | 85º                       | 207                  | Jacques Hanegraaf         | R 6ª                 |
| 48                      | Francisco Ochaita Sanz     | R 15ª                   | 128                       | Stefano Tomasini          | R 5ª                      | 208                  | Scott Sunderland          | FT 9ª                |
| 49                      | José Manuel Oliveira       | 140º                    | 129                       | Giuseppe Citterio         | R 15ª                     | 209                  | Martin Schalkers          | 112º                 |
| Ceramiche Ariostea      | Ceramiche Ariostea         | Ceramiche Ariostea      | ONCE                      | ONCE                      | ONCE                      | Z-Sanson             | Z-Sanson                  | Z-Sanson             |
| 51                      | Adriano Baffi              | 145º                    | 131                       | Eduardo Chozas            | 11º                       | 211                  | Greg LeMond               | 105º                 |
| 52                      | Sergio Carcano             | 99º                     | 132                       | Luis Maria Diaz de Otazu  | 84º                       | 212                  | Henri Abadie              | 48º                  |
| 53                      | Marco Saligari             | 92º                     | 133                       | Herminio Díaz Zabala      | 78º                       | 213                  | Wayne Bennington          | 63º                  |
| 54                      | Roberto Conti              | 29º                     | 134                       | Pedro Luis Diaz Zabala    | 70º                       | 214                  | Éric Boyer                | 23º                  |
| 55                      | Stefan Joho                | 74º                     | 135                       | Stephen Hodge             | 19º                       | 215                  | Philippe Casado           | 67º                  |
| 56                      | Massimiliano Lelli         | 9º                      | 136                       | Marino Lejarreta          | 7º                        | 216                  | Gilbert Duclos-Lassalle   | 24º                  |
| 57                      | Marco Lietti               | 83º                     | 137                       | Javier Aldanondo          | 122º                      | 217                  | François Lemarchand       | 21º                  |
| 58                      | Rodolfo Massi              | 35º                     | 138                       | Alex Pedersen             | 52º                       | 218                  | Pascal Poisson            | 128º                 |
| 59                      | Rolf Sørensen              | 76º                     | 139                       | José Luis Villanueva      | 89º                       | 219                  | Johan Lammerts            | 159º                 |
| Del Tongo-Rex           | Del Tongo-Rex              | Del Tongo-Rex           | Panasonic-Sportlife       | Panasonic-Sportlife       | Panasonic-Sportlife       |                      |                           |                      |
| 61                      | Marino Amadori             | 28º                     | 141                       | Harry Rozendal            | 129º                      |                      |                           |                      |
| 62                      | Franco Ballerini           | 109º                    | 142                       | Urs Freuler               | R 7ª                      |                      |                           |                      |
| 63                      | Francesco Cesarini         | 111º                    | 143                       | Eric Van Lancker          | R 9ª                      |                      |                           |                      |
| 64                      | Franco Chioccioli          | 6º                      | 144                       | Louis de Koning           | 87º                       |                      |                           |                      |
| 65                      | Mario Cipollini            | 142º                    | 145                       | Allan Peiper              | 144º                      |                      |                           |                      |
| 66                      | Marco Zen                  | 62º                     | 146                       | Jean-Paul van Poppel      | 154º                      |                      |                           |                      |
| 67                      | Luca Gelfi                 | 42º                     | 147                       | Steven Rooks              | 75º                       |                      |                           |                      |
| 68                      | Angelo Lecchi              | 14º                     | 148                       | Theo de Rooij             | 161º                      |                      |                           |                      |
| 69                      | Fabio Roscioli             | 61º                     | 149                       | Gert-Jan Theunisse        | 15º                       |                      |                           |                      |
| Diana-Colnago-Animex    | Diana-Colnago-Animex       | Diana-Colnago-Animex    | R.M.O.                    | R.M.O.                    | R.M.O.                    |                      |                           |                      |
| 71                      | Giuseppe Saronni           | 45º                     | 151                       | Charly Mottet             | 2º                        |                      |                           |                      |
| 72                      | Emanuele Bombini           | 41º                     | 152                       | Jean-Claude Colotti       | 95º                       |                      |                           |                      |
| 73                      | Fabio Bordonali            | 121º                    | 153                       | Christophe Manin          | 104º                      |                      |                           |                      |
| 74                      | Giorgio Furlan             | 126º                    | 154                       | Frédéric Brun             | 57º                       |                      |                           |                      |
| 75                      | Maurizio Piovani           | 60º                     | 155                       | Dante Rezze               | NP 18ª                    |                      |                           |                      |
| 76                      | Joachim Halupczok          | R 16ª                   | 156                       | Jean-Claude Bagot         | 18º                       |                      |                           |                      |
| 77                      | Lech Piasecki              | 56º                     | 157                       | Per Pedersen              | 93º                       |                      |                           |                      |
| 78                      | Zenon Jaskuła              | 20º                     | 158                       | Michel Vermote            | 131º                      |                      |                           |                      |
| 79                      | Gianluca Bortolami         | 123º                    | 159                       | Marcel Wüst               | 143º                      |                      |                           |                      |

### Legenda
| Legenda          | Legenda | Legenda       | Legenda                                                  |
| ---------------- | --- | ------------- | -------------------------------------------------------- |
| Dorsale          | Dorsale di partenza del ciclista | Posizione     | Posizione finale nella classifica generale               |
| Maglia rosa      | Indica il vincitore della classifica generale                                                                                        | Maglia verde  | Indica il vincitore della classifica dei GPM             |
| Maglia ciclamino | Indica il vincitore della classifica a punti                                                                                         | Maglia bianca | Indica il vincitore della classifica dei giovani         |
| NP               | Indica un ciclista che non è ripartito in una tappa la mattina                                                                       | R             | Indica un ciclista che si è ritirato in una tappa        |
| FTM              | Indica un ciclista che ha concluso una tappa fuori tempo, ossia ha impiegato più tempo rispetto a quanto stabilito dal tempo massimo | EX            | Corridore escluso per non aver rispettato il regolamento |

## Corridori per nazione
Le nazionalità rappresentate nella manifestazione sono 20; in tabella il numero dei ciclisti suddivisi per la propria nazione di appartenenza:
| Numero corridori | Nazione |
| ---------------- | --- |
| 89               | Italia |
| 24               | Spagna |
| 20               | Francia |
| 12               | Svizzera |
| 11               | Paesi Bassi                                                                                                   |
| 9                | Stati Uniti, Unione Sovietica                                                                                 |
| 5                | Danimarca |
| 4                | Australia |
| 3                | Belgio, Polonia                                                                                               |
| 1                | Argentina, Germania Est, Germania Ovest, Giappone, Norvegia, Nuova Zelanda, Portogallo, Venezuela, Jugoslavia |